# بن هور (فیلم ۱۹۰۷)
بن هور (انگلیسی: Ben Hur) یک فیلم صامت به کارگردانی سیدنی الکات است که در سال ۱۹۰۷ منتشر شد. از بازیگران آن می‌توان به ویلیام اس هارت اشاره کرد.

## تولید
این فیلم بر پایهٔ رمانی به همین نام اثر لو والاس ساخته شده است. با آنکه در آن سال‌ها، کسب اجازه از نویسنده رمان برای ساخت فیلمی بر اساس آن رایج بود، با این وجود، کمپانی سازندهٔ این فیلم، بدون آنکه لو والاس را در جریان بگذارند؛ فیلم را ساختند. بعدها انتشارات هارپر و خانواده نویسنده رمان، از کمپانی سازنده شکایت کردند و سرانجام در سال ۱۹۱۱، دیوان عالی ایالات متحده آمریکا به نفع آنها رأی دادند. این رأی و رویه قضایی این پرونده، موجب شد تا از آن پس، کمپانی‌های سازنده ملزم شوند، پیش از آغاز ساخت یک فیلم، از حقوق ساخت فیلم و عدم نقض قوانین حق تکثیر مطمئن شوند و سپس اقدام به تولید فیلم نمایند.
چون مدت زمان این فیلم؛ تنها ۱۵ دقیقه بود؛ طبیعتاً فقط بخش کوچکی از کتاب را به تصویر کشیدند که عبارت بود از صحنهٔ مسابقهٔ ارابه‌ها که در ساحلی در بروکلین تصویربرداری شد.